# Paradise City
«Paradise City» (en español: «Ciudad paraíso») es una de las canciones más famosas escritas por la banda estadounidense de hard rock Guns N' Roses. Fue lanzado como sencillo en 1988 y logró posicionarse en el N.º 5 en el Billboard Hot 100, también llegó al N.º 1 en las listas de Reino Unido, Australia, Nueva Zelanda, Canadá e Irlanda. La canción está incluida en su mítico y exitoso álbum de estudio de 1987 Appetite for Destruction. Junto a «Welcome to the Jungle» y «Sweet Child o' Mine», es una de las canciones más influyentes de Guns N' Roses en la historia musical. 
«Paradise City» es considerada por algunos como una canción que trata de Los Ángeles y su corrupción por la época. Axl Rose dijo en una ocasión sobre ella "los versos son más que nada sobre el estar y vivir en la "jungla", los coros es como volver a la "utópica" tranquilidad del medio oeste, o como estar solo y tranquilo en algún lugar como un bosque a orillas de un lago o en una montaña o alguna cosa de ese estilo".
Posteriormente, Rose mencionó en una entrevista que la parte de "grass is green and the girls are pretty" había sido "inspirada" por sus recuerdos de adolescencia en Bloomington, lugar al que el músico solía dirigirse en su adolescencia con sus amigos para pasar un buen rato al atardecer fumando marihuana. Axl menciona que era un lugar cercano a un bosque y a orillas de un lago, agregando también que era un sitio muy verde y tranquilo. Rose dice que él y sus amigos consideraban eso una libertad maravillosa y paradisíaca, lejos del conservadurismo y la represión de Lafayette. 
Además, Slash, en su biografía, mencionó que la frase "where the grass is green"
(donde la hierba es verde) puede ser empleada también como una jerga en doble sentido para referirse a la marihuana.

## Antecedentes
La creación de la canción como tal, comenzó según Slash, en una furgoneta mientras viajaban a un concierto a la ciudad de San Francisco en noviembre de 1985. Slash dice en su autobiografía, que estaban bebiendo algo de whisky y fumando marihuana mientras tocaban guitarras acústicas, cuando él e Izzy comenzaron a tocar el riff principal de la canción y Axl junto Duff comenzaron a cantar las primeras líneas de la misma. Izzy también contó que posterior a eso, Axl se encargó de escribir toda la letra mientras ellos crearon la parte musical. El coro originalmente decía: Where the girls are fat and they got big titties, sin embargo, fue cambiado a Where the grass are green and the girls are pretty por la banda por sonar muy ofensivo.

## Vídeo musical
La mitad del videoclip estaba filmado en el Giants Stadium en Nueva Jersey mientras Guns N' Roses estaban en gira con Aerosmith; hacia la mitad del video, se les ve embarcando en el avión Concorde para que pudieran hacer una actuación en Inglaterra; regresaron tan rápido como les fue posible a los Estados Unidos para continuar la gira con una de sus mayores influencias. El concierto en Inglaterra es el Monsters of Rock, enlazado con el de Donington Park. La razón fueron algunas muertes que tuvieron lugar mientras Guns N' Roses estaban tocando. Como resultado, la banda consideró que las imágenes del concierto serían una buena puesta en escena del vídeo, a la vez que una muestra de respeto para aquellos que murieron en el concierto.

## Interpretaciones en vivo
Esta canción fue a menudo usada como cierre de la banda durante las giras musicales para la promoción de Appetite for Destruction y Use Your Illusion, y es aún hoy en día usada para cerrar sus conciertos. La canción fue puesta en la posición 21 en las 40 Greatest Metal Song of All Time por la VH1.

## Legado y usos en media
- Esta canción forma parte de la banda sonora del videojuego de 2008 Burnout Paradise desarrollado por Criterion Games; en el cual, dicha canción es el tema principal y de apertura, además coincidiendo con los eventos del videojuego se ubican en una ciudad ficticia llamada "Paradise City".

- Apareció al principio de la película La era del rock interpretada por Tom Cruise.

- Fue incluida en la versión de iTunes y en la versión Prémium del álbum en solitario de Slash con Fergie y Cypress Hill en las voces.

- Fue una de las cuatro canciones de la misma banda que conforman la banda sonora de la película Thor: Love and Thunder, estrenada en 2022.
- Apareció en el tráiler de la película Golpe bajo el juego final (2005)